# Salão Assyrio
O Salão Assyrio é uma das salas do Theatro Municipal do Rio de Janeiro, onde originalmente foram realizados grandes bailes de máscaras. Dentre seus diversos usos posteriores, o salão abrigou ainda um museu, um restaurante homônimo e até mesmo um cabaré, onde se apresentava Pixinguinha e seu grupo Os Oito Batutas. Apesar do nome "Assyrio", o salão é na verdade uma composição entre os estilos babilônico, assírio e persa.

## Características
O salão encontra-se no subsolo do teatro, conta com uma divisão em dois planos, e é sustentado por colunas que terminam com cabeças de touro, em estilo persa. As portas do salão possuem molduras de pedra gravadas com margaridas, a flor sagrada da Mesopotâmia. Suas paredes, por sua vez, são revestidas em cerâmica esmaltada e decoradas por painéis de mosaico. Nas paredes pode-se contemplar ainda duas fontes, uma representando o lendário herói Gilgamesh, cujo original (Héros maîtrisant un lion) se encontra no Museu do Louvre, na França; a outra fonte, por sua vez, mostra o imperador Dario apunhalando um gênio do mal, cuja inspiração vem de de seu palácio, em Persépolis.
Para além das paredes do salão, é possível encontrar ainda duas frisas: a dos leões e a rampa das escadas do palácio de Artaxerxes, assim como a frisa dos arqueiros, original da sala do trono de Dario I. Há ainda grandes Kerubs, seres alados, que guarnecem as escadas.
No que tange a iluminação do local, os lustres têm inspiração islâmica e as luminárias, nos espelhos entre as portas, são montadas sobre touros.
Parte significativa dos materiais usados na sua construção do teatro foram trazidos da Europa e, dentre eles, destacam-se os espelhos belgas que se encontram não apenas no Salão Assyrio, mas também no foyer e nos corredores do teatro.

## Restauração
O Salão Assyrio passou por uma grande restauração ocorrida ente os anos de 1976 e 1978, quando voltou a abrigar o restaurante homônimo: o Restaurante Assyrio.